# Kill It
Kill It (킬잇?, Kil ItLR), conosciuta anche con il titolo Blue Eyes (블루 아이즈?) è una serie televisiva sudcoreana del 2019, trasmessa su Orion Cinema Network dal 23 marzo al 28 aprile.

## Trama
Kim Soo-hyun è un veterinario dalla personalità fredda e distaccata, che tuttavia nasconde un passato oscuro: da piccolo aveva infatti vissuto presso l'orfanotrofio Hansol, nel quale i bambini venivano spesso maltrattati, dove era identificato con il numero 88. In seguito era stato "adottato" dal sicario Pavel, ed era diventato a sua volta un assassino a pagamento; i restanti ragazzi dell'orfanotrofio erano invece stati uccisi, in circostanze misteriose. Soo-hyun si prende inoltre cura di Kang Seul-gi, ragazza diciottenne nei confronti della quale si sente in colpa, poiché suo nonno era stato ucciso da Pavel per portare a compimento un contratto; quest'ultimo aveva intenzione di eliminare anche la ragazza, essendo una testimone, tuttavia Soo-hyun si era opposto, prendendone a cuore le sorti e giurando che avrebbe "vegliato su di lei".
L'unico amico di Soo-hyun è Ahn Philip, hacker con problemi economici dal comportamento imbranato; il giovane era inoltre rimasto legato a Lee Young-eun, una ragazza dell'orfanotrofio di cui aveva in seguito perso le tracce. Soo-kyun viene in seguito a contatto con Do Hyun-jin, poliziotta che sta seguendo alcuni casi di rapimento e omicidio; tra i due si crea uno strano legame e una latente attrazione reciproca, malgrado il giovane tenga sempre con la poliziotta un comportamento algido. Soo-hyun scopre poi che Hyun-jin in realtà era Young-eun, e che aveva cambiato nome dopo essere stata adottata; la ragazza confesserà inoltre di non essersi mai scordata di lui e dei suoi "aeroplanini di carta", che le avevano permesso di superare il dolore mentre si trovava in orfanotrofio.
Nel frattempo Hyun-jin, la quale non conosce il reale mestiere dell'amico, capisce che nel caso dei bambini uccisi era implicato anche suo padre adottivo, Do Jae-hwan; se la moglie Jung So-yeon era all'oscuro di tutto e aveva cercato di essere una madre premurosa, quest'ultimo non l'aveva in realtà mai amata, tanto da rivelarle di averla considerata come una mera "sostituzione" della loro precedente figlia. Non essendoci abbastanza prove per dimostrare la colpevolezza di Jae-hwan, l'uomo non può essere arrestato a lungo termine; Soo-hyun, temendo che ulteriori bambini morissero per sua mano, decide di conseguenza di eliminarlo, malgrado Hyun-jin e Seul-gi lo avessero precedentemente supplicato di rimanere con loro, poiché "la vendetta non può essere risolta con la vendetta".
Circondato dalla polizia, Soo-hyun uccide Jae-hwan e viene ucciso a sua volta dagli agenti; morendo, stringe la mano di Hyun-jin, anch'ella recatasi dal padre per tentare di arrestarlo. Come le aveva precedentemente chiesto Soo-hyun, Hyun-jin si prende così cura di Seul-gi; mentre quest'ultima gioca in un prato con il cane di Soo-hyun, Hyun-jin lancia nell'aria un aeroplanino di carta, ripensando all'amico. Nella scena finale, posta dopo i titoli di coda, Soo-hyun e Hyun-jin si tengono per mano e si sorridono a vicenda, mentre guardano insieme il cielo.

## Ascolti
In Corea del Sud, Kill It è stato trasmesso su Orion Cinema Network dal 23 marzo al 28 aprile 2019 per un totale di dodici episodi.
| Episodio | Data di trasmissione | Dati AGB            | Dati AGB                   |
| Episodio | Data di trasmissione | A livello nazionale | Area metropolitana di Seul |
| -------- | -------------------- | ------------------- | -------------------------- |
| 1        | 23 marzo 2019        | 1,114%              | -                          |
| 2        | 24 marzo 2019        | 2,321%              | 2,819%                     |
| 3        | 30 marzo 2019        | 1,311%              | 1,460%                     |
| 4        | 31 marzo 2019        | 2,757%              | 3,420%                     |
| 5        | 6 aprile 2019        | 1,085%              | 1,742%                     |
| 6        | 7 aprile 2019        | 2,216%              | 2,535%                     |
| 7        | 13 aprile 2019       | 0,926%              | -                          |
| 8        | 14 aprile 2019       | 1,772%              | 2,338%                     |
| 9        | 20 aprile 2019       | 1,021%              | -                          |
| 10       | 21 aprile 2019       | 2,298%              | 2,860%                     |
| 11       | 27 aprile 2019       | 1,359%              | -                          |
| 12       | 28 aprile 2019       | 2,546%              | 2,896%                     |
| Media    | Media                | 1,727%              | -                          |